# 阿耶利
阿耶利（義大利語：Aielli），是意大利阿奎拉省的一个市镇。总面积34.7平方公里，人口1464人，人口密度42.2人/平方公里（2009年）。ISTAT代码为066002。